# Segundo Gabinete de Donald Trump
El segundo gobierno de Donald Trump asumió el cargo de 47º presidente de los Estados Unidos el 20 de enero de 2025. El presidente tiene la autoridad para nominar a los miembros de su gabinete al Senado de los Estados Unidos para su confirmación según la Cláusula de Nombramientos de la Constitución de los Estados Unidos.

## Administración y gabinete
| Segundo gabinete Trump (2025 - 2029)                            | Segundo gabinete Trump (2025 - 2029) | Segundo gabinete Trump (2025 - 2029) |
| Cargo                                                           | Titular                              | Período                              |
| --------------------------------------------------------------- | ------------------------------------ | ------------------------------------ |
| Vicepresidente                                                  | J. D. Vance                          | 20 de enero de 2025 – act.           |
| Secretario de Estado                                            | Marco Rubio                          | 21 de enero de 2025 – act.           |
| Secretario de Defensa                                           | Pete Hegseth                         | 26 de enero de 2025 – act.           |
| Secretario del Tesoro                                           | Scott Bessent                        | 28 de enero de 2025 – act.           |
| Secretaria de Seguridad Interior                                | Kristi Noem                          | 25 de enero de 2025 – act.           |
| Secretario de Transporte                                        | Sean Duffy                           | 28 de enero de 2025 – act.           |
| Secretario del Interior                                         | Doug Burgum                          | 1 de febrero de 2025– act.           |
| Jefe de Gabinete de la Casa Blanca                              | Susie Wiles                          | 20 de enero de 2025 – act.           |
| Departamento de Salud y Servicios Humanos de los Estados Unidos | Robert Fitzgerald Kennedy Jr         | 13 de febrero de 2025-act.           |

Fiscal General: Pam Bondi
Secretaria de Agricultura: Brooke Rollins (Confirmada en comité, pendiente confirmación final por el Pleno del Senado)
Secretario de Comercio: Howard Lutnick (Confirmado en comité, pendiente confirmación final por el Pleno del Senado)
Secretaria de Trabajo: Lori Chávez-deRemer (pendiente de confirmación por el Senado)
Secretario de Salud y Recursos Humanos: Robert Fitzgerald Kennedy Jr (Confirmado en comité, confirmado en el Pleno del Senado el 13 de febrero de 2025.
Secretario de Vivienda y Desarrollo Urbano: Scott Turner (Confirmado por el pleno del Senado,  pendiente toma de posesión)
Secretario de Energía: Chris Wright 
Secretaria de Educación: Linda McMahon (pendiente de confirmación por el Senado)
Secretario de Asuntos de Veteranos: Doug Collins

Altos cargos de nivel de Gabinete que requieren confirmación por el Senado
Administrador de la Agencia de Protección Ambiental: Lee Zeldin
Director de la Oficina de Gestión y Presupuestos: Russell Vought (Confirmado en comité, pendiente confirmación final por el pleno del Senado)
Directora de Inteligencia Nacional: Tulsi Gabbard (Confirmada en comité, confirmada por el pleno del Senado el 12 de febrero de 2025)
Director de la Agencia Central de Inteligencia: John Ratcliffe
Representante de Comercio de Estados Unidos: Jamieson Greer (pendiente de confirmación por el Senado)
Embajadora ante la Organización de las Naciones Unidas: Elise Stefanik (Confirmado en comité, pendiente confirmación final por el pleno del Senado)
Administradora de la Administración de la Pequeña Empresa: Kelly Loeffler (Confirmada en comité, pendiente confirmación final por el pleno del Senado)